# Diecéze kayenská
Diecéze kayenská (lat. Diocesis Caiennensis, franc. Diocèse de Cayenne) je francouzská římskokatolická diecéze. Leží na území zámořského departementu Francouzská Guyana. Sídlo biskupství i katedrála Saint-Sauveur de Cayenne se nachází ve městě Cayenne. Diecéze je součástí církevní provincie Fort-de-France.
Od 18. června 2004 je diecézním biskupem Mons. Emmanuel Lafont.

## Historie
Apoštolská prefektura Francouzská Guyana byla zřízena v roce 1651. Na apoštolský vikariát byla prefektura povýšena 10. ledna 1933.
K povýšení vikariátu na diecézi došlo 29. února 1956, pod názvem diecéze kayenská.